# CEFAMA Futebol Clube
O Centro de Formação de Atletas do Maranhão Futebol Clube, conhecido pela sigla CEFAMA é um clube brasileiro de futebol feminino da cidade de São José de Ribamar, vizinha da capital  São Luís. Manda seus jogos no estádio Nhozinho Santos, na capital, com capacidade para 13.000 espectadores.

## História

### Categorias de Base
O CEFAMA é conhecido pela sua grande influência nas categorias de base, que até antes de de sua fundação o clube desenvolve a Copa CEFAMA, com o fim de revelar atletas para clubes da região. O clube já chegou a fazer uma parceria com o Clube Atlético Bacabal, que na época ainda se chamava Bacabal, onde conseguiram a conquista da Copa SESC Sub-16 no ano de 2014. 

### Futebol Feminino
Já no futebol feminino o clube estreou profissionalmente no ano de 2020, no Campeonato Maranhense de Futebol Feminino, onde consegui se classificar para a final do campeonato, quando enfrentou o Juventude Timonense, em partida única ocorrida em São Luís, o clube surpreendeu e conseguiu vencer a equipe de Timon por 6 a 1 de virada,  conseguindo seu inédito título e conseguindo uma vaga para o Campeonato Brasileiro Feminino A2.             

## Títulos
| ESTADUAIS | ESTADUAIS             | ESTADUAIS | ESTADUAIS  |
|           | Competição            | Títulos   | Temporadas |
| Maranhão  | Campeonato Maranhense | 1         | 2020       |
| --------- | --------------------- | --------- | ---------- |

#### Participações
|  | Participações em 2021 |

| Competição | Competição            | Temporadas | Melhor campanha | Estreia | Última | P | R |
| Brasil     | Brasileirão Série A2  | 1          | Estrante        | 2021    | 2021   | - |   |
| Maranhão   | Campeonato Maranhense | 1          | Campeã (1 vez)  | 2020    | 2020   |   |   |